# Łężec (potok)
Łężec (niem. Fleisch Bach, Schwarze Grabe) – potok, prawy dopływ Zadrny o długości 5,68 km. 
Wypływa z północnej części Krzeszowskich Wzgórz w Kotlinie Kamiennogórskiej. Płynie ku północy i północnemu zachodowi u stóp Czarnego Lasu. W Czadrowie uchodzi do Zadrny. Jeden ze źródliskowych potoków Łężca nosi nazwę Łężec Górny.

## Historia
Potok płynie przez teren, którzy już w XIII w. stanowił własność Opactwa Cystersów w Krzeszowie. Cystersi założyli 3 stawy rybne w połowie długości jego biegu. Dawniej stała nad nimi strażnica rybacka.